# Away (film)
Pour les articles homonymes, voir Away.
Pour plus de détails, voir Fiche technique et Distribution.
Away est un film britannique réalisé par David Blair, sorti en 2016.

## Synopsis
À Blackpool, une amitié improbable se crée entre un veuf solitaire et suicidaire et une jeune femme essayant d'échapper à un ex-petit ami violent.

## Fiche technique
- Titre : Away
- Réalisation : David Blair
- Scénario : Roger Hadfield
- Musique : Anne Dudley
- Photographie : Felix Wiedemann
- Montage : Kate Baird
- Production : Michael Knowles, Terry Stone et Richard Turner
- Société de production : Flare Film, Gateway Films, Ratio et Slam Films
- Pays de production :  Royaume-Uni
- Genre : Drame
- Durée : 105 minutes
- Date de sortie : 
  - Royaume-Uni : 22 juin 2016 (festival international du film d'Édimbourg), 12 mai 2017

## Distribution
- Timothy Spall : Joseph
- Juno Temple : Ria
- Hayley Squires : Kaz
- Matt Ryan : Dex
- Susan Lynch : Angie
- Joanna Roth : Tanya
- Reece Noi : Damo
- Tony Pitts : Col
- Melanie Clare : Carol
- Sammy Oliver : Jude

## Accueil
Stephen Carty pour Radio Times a donné la note de 2/5 au film. Le film a également reçu une mention spéciale au festival du film britannique de Dinard 2016.

## Distinctions
Le film a été présenté en sélection officielle en compétition au festival international du film d'Édimbourg.